# Sofija Nalepins'ka-Bojčuk
Sofija Nalepins'ka-Bojčuk (Łódź, 30 luglio 1884 – Kiev, 11 dicembre 1937) è stata un'artista ucraina di origine polacca.

## Biografia
Nacque in Polonia da un ingegnere ferroviario e da una pianista. Con il trasferimento della famiglia a San Pietroburgo nel 1890, iniziò a studiare arte con il pittore polacco Jan Ciągliński, indi studiò privatamente a Monaco di Baviera con l'ungherese Simon Hollósy e infine all'Académie Ranson di Parigi, dove lavorò con Félix Vallotton e Maurice Denis.
Nel 1917 sposò il pittore Mychajlo L'vovyč Bojčuk, con il quale ebbe un figlio l'anno successivo. Nalepins'ka imparò la lingua ucraina e presto assimilò la cultura nazionale del marito. Dal 1919 al 1922 lavorò in una scuola d'arte a Myrhorod, indi divenne capo del laboratorio di xilografia all'Istituto di arti plastiche di Kiev. Le sue opere xilografiche vennero incluse in illustrazioni di libri, copertine e poster. I suoi principali modelli di ispirazione erano l'arte popolare, le icone, le incisioni del XVII e del XVIII secolo e le opere di Heorhij Ivanovyč Narbut. A sua volta, la sua arte influenzò i successivi artisti, come Ivan Ivanovyč Padalka. Durante la guerra di indipendenze dell'Ucraina realizzò disegni per le banconote e per i titoli di Stato ucraini. Essi furono inclusi in una mostra nel 1932 ma non furono mai utilizzati.
Fu arrestata dall'NKVD nel giugno 1937, per poi essere fucilata pochi mesi dopo. Fu riabilitata nel 1958.